# 沢村琴所
沢村 琴所（さわむら きんしょ、貞享3年3月5日（1686年3月28日） - 元文4年1月9日（1739年2月16日））は江戸時代中期の儒学者。名は維顕、字 は伯陽、通称は九(宮)内と称す。

## 人物
貞享3年彦根藩士沢村小平太の2男として生まれ、数え14歳で藩主井伊直通の小姓として江戸に仕えるが、元禄15年（1702年）病に罹り心疾を理由に致仕した。藩制上心疾にて致仕した者は再仕官できず、勉学の道を歩むことを決心する。京に遊学し帰郷後読書に研鑽した後、一年間伊藤東涯門下に入り、以降古学に専心する。
荻生徂徠の書物に接し古文辞学派（徂徠学派）を支持、数え32歳の時に彦根城の南、松寺村（現彦根市葛籠町）に居を移し「松雨亭」と呼び開塾した。琴所の開塾により、身分や遠近を問わず多くの人が入塾を希望し、中江藤樹や三宅尚斎の門流は振るわず琴所の古学のみが盛んであったと伝えられている。琴所は「貧を分とし」「天資温恭にして身長中人に及ばず、容貌婦人の如くなれど事に臨み手て勇敢なり」と伝えている。また、詩歌をよくしたが、口気温雅なると評されている。琴所門下より野村公台、種村箕山、松平寒松、奥山華岳、西川国華など多くの人材を輩出し、彦根国学隆盛の基を築いた。琴所は農業振興や社会政策改善に生涯を捧げ、元文4年（1739年）1月9日死去した。

## 著述
- 『桓公問對』経済書
- 『富強録』経済書
- 『八陣本義』兵法書
- 『軍国要覧』兵法書
- 『軍士要覧』兵法書
- 『彦陽和歌集』詩歌書
- 『古今集序解』詩歌書
- 『閑窓集』詩歌書
- 『琴所稿珊』詩歌書
- 『井家新書』